# Miên Ý
Miên Ý (chữ Hán: 綿懿; 27 tháng 10 năm 1771 – 26 tháng 2 năm 1809), Ái Tân Giác La, là một Tông thất của nhà Thanh trong lịch sử Trung Quốc.

## Cuộc đời
Miên Ý được sinh ra vào giờ Dần, ngày 20 tháng 9 (âm lịch) năm Càn Long thứ 36 (1771), trong gia tộc Ái Tân Giác La. Ông là con trai thứ hai của Thành Triết Thân vương Vĩnh Tinh, mẹ ông là Đích Phúc tấn Phú Sát thị (富察氏). Năm Càn Long thứ 41 (1776), tháng giêng, khi chỉ mới 5 tuổi, ông được cho làm con thừa tự của Tuần Quận vương Vĩnh Chương, con trai thứ ba của Càn Long Đế. Năm thứ 53 (1788), tháng 4, ông được tập tước Tuần Quận vương (循郡王) đời thứ 2, nhưng Tuần vương phủ không phải thừa kế võng thế, nên ông chỉ được phong làm Bối lặc.
Năm Gia Khánh thứ 4 (1799), tháng giêng, ông lần lượt nhậm chức Lĩnh Thị vệ Nội đại thần, Đô thống Mãn Châu Tương Bạch kỳ, quản lý sự vụ Thượng Tứ viện, Đô thống Hán quân Chính Hồng kỳ. Tháng 5 năm thứ 5 (1800), ông được giao quản lý sự vụ Thiện Phác doanh (善撲營). Tháng 7 năm thứ 9 (1804), ông bị hàng tước Nhị đẳng Trấn quốc Tướng quân (二等鎭國將軍). Đến tháng 8 năm sau, ông được thưởng bổng lộc tước Bối tử. Tháng 12 cùng năm, ông nhậm chức Tán trật đại thần, vào Càn Thanh môn hành tẩu.
Năm thứ 14 (1809), ngày 13 tháng giêng (âm lịch), giờ Thân, ông qua đời, thọ 39 tuổi, được triều đình truy phong tước Bối lặc.

## Gia quyến

### Thê thiếp
- Nguyên phối: Phú Sát thị (富察氏), con gái của Thị lang, Tuần phủ Sơn Đông Minh Hưng (明興) – con trai thứ hai của Quảng Thành, anh trai cả của Hiếu Hiền Thuần Hoàng hậu. Là tằng tôn nữ của Sát Cáp Nhĩ Tổng quản Lý Vinh Bảo. Năm Càn Long thứ 50 (1785), ngày 4 tháng 10 (âm lịch), Nội vụ phủ thỉnh tấu với Càn Long Đế về việc Miên Ý và Phú Sát thị kết hôn, chọn ngày lành để tiến hành. Ngày 10 tháng 11 (âm lich), Miên Ý đem sính lễ đến phủ của Minh Hưng, chính thức hành lễ đính hôn.
- Kế thất: Đông Giai thị (佟佳氏), con gái của Tham tướng Nghi Quý (宜貴).
- Thứ thiếp: 
  - Ngô thị (吳氏), không rõ xuất thân.
  - Ô Lạp Đặc Cáp Khắc thị (烏拉特哈克氏), con gái của Ngạch Lặc Thấm (額勒沁).

### Con trai
1. Dịch Tự (奕緒; 1791 - 1858), mẹ là Đích Phu nhân Phú Sát thị. Năm 1809 được tập tước Tuần Quận vương (循郡王) và được phong tước Bối tử (貝子). Có 2 con trai.
2. Dịch Kinh (奕經; 1791 - 1854), mẹ là Thứ thiếp Ô Lạp Đặc Cáp Khắc thị. Có 3 con trai.
3. Dịch Kỷ (奕紀; 1797 - 1863), mẹ Thứ thiếp Ô Lạp Đặc Cáp Khắc thị. Có 5 con trai.